# Interstate 210 (Kalifornien)
Die Interstate 210 (Abkürzung: I-210) in Kalifornien ist der östliche Abschnitt der sogenannten Route 210 (auch Southern California Native American Freeway oder Foothill Freeway) zwischen der Interstate 5 in Sylmar und der SR 57 (Orange Freeway) bei San Dimas. Über das Dreieck hinaus läuft der Freeway nach Westen als California State Route 210 bis an die Interstate 10 in Redlands.

## Geschichte
Obwohl die vollständige Autobahnausrichtung der State Route 210 im Jahr 2007 abgeschlossen wurde, muss die Interstate 210 noch von Glendora nach San Bernardino nach Osten verlängert werden. Der Prozess zur Umwandlung der SR 30 in die I-210 begann 1998, als die Bezeichnung der Route 30 gesetzlich in Route 210 geändert wurde. Am 6. November 1998 reichte der Staat Kalifornien dann gemeinsam einen Antrag auf Aufnahme der SR 30 in das Interstate Highway System und auf Entfernung des Abschnitts der I-210 zwischen I-10 und SR 30 ein. Die American Association of State Highway and Transportation Officials (AASHTO) lehnte diese Vorschläge ab, da die Autobahnabschnitte nicht fertiggestellt waren.
Die staatliche Gesetzgebung, die Nummerierungsänderungen für das Bauprojekt 210 genehmigte, war komplex, da die gesamte Strecke, I-210 im Los Angeles County und SR 210 durch die Countys Riverside und San Bernardino, berücksichtigt wurde. Der Status als Interstate wurde während der Bauprojekte für die 210 Freeway beantragt, dann jedoch teilweise aufgehoben.
Ein Sprecher von Caltrans District 8 wies darauf hin, dass alle Schilder aktualisiert werden sollten, um Interstate 210 anstelle von SR 210 anzuzeigen, sobald die Verbesserungen auf dem östlichen Teil der Autobahn von Highland bis I-10 abgeschlossen sind. Das Projekt SR 210 Lane Addition/Base Line Interchange fügt in jede Richtung eine Fahrspur für gemischten Verkehr zwischen Highland Avenue und San Bernardino Avenue sowie Hilfsspuren zwischen Base Line und 5th Street hinzu. Dieses Projekt erweitert die Autobahn von vier 12 Fuß breiten Fahrspuren mit 5 Fuß breiten Innen- und Außenstreifen auf insgesamt sechs Spuren zwischen Post Miles R26.3 und R32.4. Das Gesamtprojekt erstreckt sich von Post Miles R25.0 bis R33.2.
Die Planungsarbeiten und der Erwerb von Wegerechten für das Projekt der San Bernardino County Transportation Authority (SBCTA) kosteten 198,7 Millionen US-Dollar und wurden bis Sommer 2019 abgeschlossen. Die Bauarbeiten begannen im Februar 2020 und dauerten bis Sommer 2023. Zuvor waren die Erweiterung der State Route 210 Mixed Flow Lane und der Base Line Interchange getrennte Projekte.